# Norma Santé
Norma Santé (28 mei 1981) is een Surinaams zangeres en danseres. Ze zingt in verschillende muziekstijlen, waaronder kaseko en aleke, en creëerde voor haar optredens een eigen dansstijl. Ze was leadzangeres van de band NAKS Kaseko Loko, zingt solo en treedt op met A Sopropo Band.

## Biografie
Norma Santé groeide op als oudste uit een gezin met zes kinderen. Ze is zelf ook moeder en kreeg op haar 29e een tweede dochter. Ze is van Aukaanse komaf.
Ze zing in verschillende muziekstijlen, waaronder kaseko en de Aukaanse stijl aleke. Ze was leadzangeres van de band NAKS Kaseko Loko en trad ook buiten Suriname op, waaronder in Nederland en Frankrijk. Daarnaast treedt ze solo op, waaronder op evenementen als Moengo Festival, en in televisieshows. In de tweede helft van de jaren 2010 werkt ze geregeld samen met A Sopropo Band. Tijdens optredens danst ze in een door haar zelf gecreëerde dansstijl.
Ze had hits met onder meer Un de nen kaba en Kaka tjen tjen, en met  Without you met een featuring van de Jamaicaanse artiest Turbulence. In 2013 bracht ze Monibaté uit, wat vertaald de blikken schotel is waarmee goud wordt gezocht. Het lied verwijst naar het eerste deel van haar leven in de goudwinning in Suriname met haar ex-man in het binnenland en gaat over loon als resultaat van hard werken. Het nummer stond meerdere weken op nummer 1 in de categorie marronmuziek van de Top 40 en werd uitgeroepen tot Beste Marron Suripoku van 2013.
Ze was enkele malen slachtoffer van een misdrijf. In 2016 werd door drie gemaskerde inbrekers een gewapende overval gepleegd in haar woning. In 2018 kwam ze zwaar gewond in het ziekenhuis terecht na een steekincident.

## Albums
Norma Santé bracht verschillende albums uit. Hieronder volgt een (incomplete) lijst:
- ?: Lonka
- 2009: U de nen kaba
- 2016: Miti anga sani[1]
- 2020: Tjokou tjokou[7]